# Grad Edo
Grad Edo (江戸城, Edo-džō) je ravninski grad, ki ga je leta 1457 zgradil Ōta Dōkan v Edu, okrožje Tošima, provinca Musaši.[1] V sodobnem času je del tokijske cesarske palače v Čijoda v Tokiu in je zato znan tudi kot grad Čijoda (千代田城, Čijoda-džō). Tokugava Iejasu je tam ustanovil Šogunat Tokugava in je bil rezidenca šoguna in sedež vojaške vlade v obdobju Edo (1603-1867) v japonski zgodovini. Po odstopu šoguna in obnovi Meidžij je postal tokijska cesarska palača. Nekateri jarki, stene in obzidje gradu so preživeli do danes. Vendar pa je bilo ozemlje v obdobju Edo obsežnejše, saj sta postaja Tokio in del mesta Marunouči ležala znotraj najbolj oddaljenega jarka. Vključeval je tudi park Kitanomaru, dvorano Nippon Budokan in druge trenutne znamenitosti v okolici.

## Zgodovina
Bojevnik Edo Šigecugu je zgradil svojo rezidenco v današnjem delu gradu Edo Honmaru in Ninomaru, okoli konca obdobja Heian ali začetka obdobja Kamakura. Klan Edo je zapustil v 15. stoletju kot posledica uporov v regiji Kanto in Ōta Dōkan, služabnik družine Ogigajacu Uesugi, je leta 1457 zgradil grad Edo.
Kasneje je leta 1524 po obleganju Eda grad prešel pod nadzor klana Poznejši Hōdžō. Grad je bil izpraznjen leta 1590 zaradi obleganja Odavare. Tokugava Iejasu je grad Edo postavil za svojo bazo, potem ko mu je Tojotomi Hidejoši ponudil osem vzhodnih provinc. Pozneje je premagal Tojotomija Hidejorija, Hidejošijevega sina, pri obleganju Osake leta 1615 in postal politični voditelj Japonske. Tokugava Iejasu je leta 1603 prejel naziv Sei-i Taišōgun, Edo pa je postal središče Tokugavove uprave.
Sprva so deli območja ležali pod vodo. Morje je doseglo sedanje območje Nišinomaru gradu Edo, Hibija pa je bila plaža. Pokrajina je bila spremenjena za gradnjo gradu. Večina gradnje se je začela leta 1593 in je bila dokončana leta 1636 pod vodstvom Iejasujevega vnuka Tokugava Iemicuja. V tem času je imel Edo 150.000 prebivalcev.
Obstoječa območja Honmaru, Ninomaru in Sannomaru so bila razširjena z dodatkom območij Nišinomaru, Nišinomaru-šita, Fukiage in Kitanomaru. Obod je meril 16 km.
Šogun je zahteval, da daimjōji dobavijo gradbeni material ali finance, kar je metoda, ki jo je šogun uporabljal za nadzor moči daimjōjev. Velike granitne kamne so pripeljali od daleč, velikost in število kamnov sta bila odvisna od bogastva daimjōja. Premožnejši so morali prispevati več. Tisti, ki niso dobavili kamnov, so morali prispevati delo za naloge, kot je kopanje velikih jarkov in izravnavanje hribov. Zemljo, ki so jo vzeli iz jarkov, so uporabili kot odlagališče za melioracijo ali za izravnavo tal. Tako je gradnja gradu Edo postavila temelje za dele mesta, kjer so se lahko naselili trgovci.
Najmanj 10.000 mož je sodelovalo v prvi fazi gradnje in več kot 300.000 v srednji fazi. Ob koncu gradnje je imel grad 38 vrat. Obzidje je bilo visoko skoraj 20 metrov, zunanje obzidje pa 12 metrov. Za dodatno zaščito so bili izkopani jarki, ki tvorijo približno koncentrične kroge. Nekateri jarki so segali do Ičigaja in Jocuja, deli obzidja pa so preživeli do danes. To območje meji na morje ali reko Kanda, kar omogoča dostop ladjam.
Različni požari so skozi stoletja poškodovali ali uničili dele gradu, Edo in večina njegovih stavb je bila zgrajena iz lesa.
21. aprila 1701 je v Velikem borovem hodniku (Macu no Ōrōka) gradu Edo, Asano Takumi-no-kami izvlekel svoj kratki meč in poskušal ubiti Kira Kōzuke-no-sukeja, ker ga je užalil. To je sprožilo dogodke, ki vključujejo sedeminštirideset rōninov.
Po kapitulaciji šogunata leta 1867 so morali prebivalci in šogun zapustiti prostore. Grajski kompleks se je oktobra 1868 preimenoval v Tokijski grad (東京城, Tōkei-džō) in nato leta 1869 preimenoval v cesarski grad (皇城, Kōdžō). V letu Meidži 2 (1868), na 23. dan 10. meseca japonskega koledarja se je cesar preselil v Tokio in grad Edo je postal cesarska palača.
Požar je požrl stari grad Edo v noči na 5. maj 1873. Območje okoli stare utrdbe, ki je zgorelo v požaru Meireki leta 1657, je postalo mesto novega gradu cesarske palače (宮城, Kjūdžō), zgrajenega leta 1888. Nekatere stavbe iz obdobja Tokugava, ki so še vedno obstajale, so bile uničene, da bi naredili prostor za nove strukture za cesarsko vlado. Sama zgradba cesarske palače pa je bila zgrajena v okraju Nišinomaru, ne na isti lokaciji kot šogunova palača v okraju Honmaru.
Mesto je med drugo svetovno vojno in med uničenjem Tokia leta 1945 utrpelo znatno škodo.
Danes je mesto del tokijske cesarske palače. Vlada je območje razglasila za zgodovinsko mesto in sprejela ukrepe za obnovo in ohranitev preostalih struktur gradu Edo.

## Opis
Tloris gradu Edo ni bil samo velik, ampak tudi dodelan. Zemljišče je bilo razdeljeno na različna podgradja ali citadele. Honmaru je bil v središču, z Ninomaru (drugo podgradje), Sannomaru (tretje podgradje) so se raztezali proti vzhodu; Nišinomaru (zahodni kompleks), ki ga obdajata Nišinomaru-šita (zunanji del) in Fukiage (protipožarni kompleks); in Kitanomaru (severno podgradje). Različna podgradja so bila razdeljena z jarki in velikimi kamnitimi zidovi, na katerih so bili zgrajeni različni bivalno-obramni stolpi, obrambne hiše in stolpi. Na vzhodu, za Sannomarujem, je bil zunanji jarek, ki je obdajal okrožji Otomači in Daimjō-Kōdži. Kamniti zidovi Išigaki so bili zgrajeni okoli Honmaruja in vzhodne strani Nišinomaruja. Do vsakega podgradja je bilo mogoče priti preko lesenih mostov, ki so bili zaščiteni z vrati na obeh straneh. Obseg je predmet razprave, ocene pa segajo od 9 do 16 km.
Z uveljavitvijo sistema sankin-kōtai (nadomestna prisotnost) v 17. stoletju je postalo smotrno, da si daimjōji postavijo prebivališče v Edu blizu šoguna. Notranjost gradu so zato obkrožale njihove rezidence, večina jih je bila skoncentrirana pri zunanjih vratih Sakurada na jugovzhodu ter v okrožjih Ōtemači in Daimjō-Kōdži vzhodno od gradu znotraj zunanjega jarka. Nekatera bivališča so bila tudi znotraj notranjih jarkov v zunanjem Nišinomaru.
Dvorci so bili veliki in zelo dodelani, brez prihranka stroškov za gradnjo palač z japonskimi vrtovi in številnimi vrati. Vsak blok je imel štiri do šest dvorcev, ki so bili obdani z jarki za odvodnjavanje. Daimjōji z manjšim premoženjem so lahko postavili svoje hiše, imenovane bančo, severno in zahodno od gradu.
Vzhodno in južno od gradu so bili deli, ki so bili namenjeni trgovcem, saj je bilo to območje neprimerno za bivanje. Tam je bila tudi zabaviščna četrt Jošivara.

### Vrata
Notranje citadele gradu so bile zaščitene z več velikimi in malimi lesenimi vrati ( Mon (arhitektura)|mon), vgrajenimi med vrzeli kamnitega zidu. Danes jih ni ostalo veliko. Od juga proti jugozahodu proti severu so glavna vrata pri Nidžūbaši, Sakurada-mon, Sakašita-mon, Kikjō-mon, Hanzō-mon, Inui-mon, Ōte-mon, Hirakava-mon in Kitahanebaši-mon. Ohranjeni so le še kamniti temelji drugih vrat (misli se na vrzel med velikimi kamnitimi zidovi za lesena vrata). Velika vrata, kot so Ōte-mon, so imela stražo 120 mož, medtem ko je manjša vrata varovalo od 30 do 70 oboroženih mož.
Obstaja poročilo očividca, francoskega direktorja Françoisa Carona iz nizozemske kolonije Dedžima. Opisal je, da so bila vrata in dvorišča postavljena tako, da bi zmedla tujca. Caron je opazil, da vrata niso bila postavljena v ravni črti, ampak so bila zamaknjena, zaradi česar se je morala oseba obrniti za 90 stopinj, da bi šla naprej do naslednjih vrat. Ta slog konstrukcije za glavna vrata se imenuje masugata (kar pomeni »kvadrat«). Kot je omenil Caron, so vrata sestavljala kvadratno oblikovano dvorišče ali ograjen prostor in dvonadstropna vratarnica, v katero se vstopa skozi tri pokrite kōrai-mon. Vatari-jagura-mon so bila zgrajena v sosednjih kotih na vsaki strani znotraj vrat. Vsa glavna vrata so imela velik tram, ki je uokvirjal glavno vstopno točko in je bil zgrajen tako, da je naredil vtis in razglasil moč šogunata.

### Garnizija
Zapisi o tem, koliko oboroženih moških je služilo na gradu Edo, se razlikujejo. Španski generalni guverner Filipinov Rodrigo de Vivero y Velasco je v letih 1608–1609 podal poročilo očividca, ki je opisal ogromne kamne, ki so sestavljali zidove in veliko število ljudi na gradu. Trdil je, da je med prvimi vrati in šogunovo palačo videl 20.000 služabnikov. Šel je skozi dve vrsti po 1000 vojakov, oboroženih z mušketami, do drugih vrat pa ga je pospremilo 400 oboroženih mož. Šel je mimo hlevov, v katerih je bilo očitno prostora za 200 konjev in orožarne, v kateri je bilo dovolj orožja za 100.000 mož.

## Honmaru
Honmaru (本丸, napisano tudi Hommaru) je bil osrednji, najbolj notranji del gradu, ki je vseboval stolp in rezidenco šoguna. Veličastne in razkošne glavne stavbe, sestavljene iz zunanje, osrednje in notranje dvorane, naj bi v obdobju Kanei (1624– 1644) pokrivale površino 33.000 kvadratnih metrov. Honmaru je obkrožale kurtine z 11 stolpi, 15 obrambnimi hišami in več kot 20 vrati.
Honmaru je bil večkrat uničen v požaru in po vsakem požaru obnovljen. Stolp in glavna palača sta bila uničena leta 1657 oziroma 1863 in nista bila obnovljena. Nekateri ostanki, kot sta stolp Fudžimi-jagura in obrambna hiša Fudžimi-tamon, še vedno obstajata.
Honmaru je bil z vseh strani obdan z jarki. Na severu, ki ga je ločeval od Kitanomaruja, sta bila Inui-bori in Hirakava-bori, na vzhodu, ki je ločeval Ninomaru, je bil Hakučō-bori, na zahodu in jugu, ki sta ločevala Nišinomaru, pa sta bila Hasuike-bori in Hamaguri-bori. Večina teh še vedno obstaja, čeprav je bil Hakučō-bori delno zapolnjen od obdobja Meidži.

### Kitahanebaši-mon
Kitahanebaši-mon (北桔橋門, »Vrata severnega dvižnega mostu«) so severna vrata v podgradje Honmaru, obrnjena proti podgradju Kitanomaru čez ulico Daikan-čo. Prav tako je zgrajen kot masu-vrata, tako kot Ōte-mon in Hirakava-mon, in ima vatari-jagura-mon v levem kotu. Most pred vrati, ki je bil nekoč dvižni most v obdobju Edo, je zdaj pritrjen na tla. Kovinske sponke, s katerimi so narisali most, so še vedno pritrjene na streho vrat.

### Bivalno-obrambni stolp
Glavna utrdba ali bivalno-obrambni stolp (znan kot tenšudai (天守台)) je bil v severnem kotu podgradja Honmaru. Kitahanebaši-mon so tik ob njem in je bil eden od glavnih prehodov v ta najbolj notranji del. Mere so 41 metrov v širino od vzhoda proti zahodu, 45 metrov v dolžino od severa proti jugu in 11 metrov v višino. Na tej podlagi, ki je bila visoka 51 metrov, je nekoč stala petnadstropna stavba in je bila tako najvišji grajski stolp na celotni Japonski, ki je simboliziral moč šoguna. Trdnjava in njene številne strehe so bile zgrajene leta 1607 in okrašene z zlatom. Uničen je bil v požaru Meirekija leta 1657 in ni bil obnovljen. Vse, kar je ostalo, so temelji stolpa.
Kljub temu filmi džidaigeki (kot je Abarenbō Šōgun), ki se dogajajo v Edu, običajno prikazujejo grad Edo, ki ima posestvo in v ta namen nadomestijo grad Himedži.
Neprofitno »Združenje za obnovo Edo-džo« (NPO江戸城再建) je bilo ustanovljeno leta 2004 z namenom zgodovinsko pravilne rekonstrukcije vsaj glavnega stolpa. Marca 2013 je Naotaka Kotake, vodja skupine, dejal, da »prestolnica potrebuje simbolično stavbo« in da skupina namerava zbirati donacije in podpise peticije v upanju, da bodo stolp ponovno zgradili. Na podlagi starih dokumentov je bil izdelan načrt rekonstrukcije. Agencija za cesarsko gospodinjstvo ni navedla, ali bo podprla projekt.

### PalačaHonmaru
Stanovanjska palača (本丸御殿, honmaru-goten) ter vrtovi šoguna in njegovega dvora so bili zgrajeni okoli grajskega stolpa na območju Honmaru. Sestavljena je iz niza nizkih stavb, povezanih s hodniki in zbirajočih se okoli različnih vrtov, dvorišč ali ležečih samostojno, podobno kot strukture, ki jih je danes mogoče videti v gradu Nidžō v Kjotu. Te strukture so bile uporabljene za stanovanjske ali vladne namene, kot so občinstva.
Palača Honmaru je bila visoka eno nadstropje in je bila sestavljena iz treh delov:
1. Ō-omote (Velika zunanja palača) je vsebovala sprejemne sobe za občinstvo in stanovanja za stražarje in uradnike;
2. Naka-oku (srednja notranjost) je bil kraj, kjer je šōgun sprejel svoje sorodnike, višje gospode in se srečal s svojimi svetovalci za državne zadeve; in
3. Ōoku (velika notranjost) je vsebovala zasebne apartmaje šoguna in njegovih dvornih dam. Velika notranjost je bila strogo prepovedana in komunikacija je potekala prek mladih kurirjev.[14] Velika notranjost je bila očitno velika za 1000 tatamijev in jo je bilo mogoče razdeliti na dele z uporabo drsnih vrat šodži, ki so bila poslikana v elegantnih shemah.

Različni požari so sčasoma uničili palačo Honmaru in je bila po vsakem požaru obnovljena. V obdobju od 1844 do 1863 je doživela tri požare. Po vsakem požaru se je šogun za čas preselil v rezidenco Nišinomaru, dokler ni bila obnova končana. Vendar sta leta 1853 obe zgoreli, zaradi česar se je šōgun moral preseliti v rezidenco daimjō. Zadnji požar se je zgodil leta 1873, po katerem nova cesarska oblast palače ni obnovila. Za palačo je bil glavni stolp. Poleg lokacije stolpa in palače je bil to kraj zakladnice. Tri skladišča, ki so mejila na obzidje, so na drugi strani mejila na palačo. Vhod je bil majhen, narejen iz debelega lesa in močno zastražen. Za zidom je bil globok padec do spodnjega jarka, zaradi česar je bilo območje varno.

### Fudžimi-jagura
Fudžimi-jagura (富士見櫓, »razgledna trdnjava gore Fudži«) stoji v jugovzhodnem kotu Honmaru in je visoka tri nadstropja. Je eden od le treh preostalih stolpov notranje citadele gradu Edo, od skupnega števila prvotno enajstih. Drugi preostali stolpi so Fušimi-jagura (zraven zgornjega jeklenega mostu Nidžūbaši) in Tacumi-nidžju-jagura (na vogalu jarka Kikjō-bori poleg vrat Kikjō-mon). Imenuje se tudi »vsesprednja stran«, ker so vse strani videti enako iz vseh smeri. Domneva se, da je bilo nekoč mogoče videti goro Fudži iz tega stolpa, od tod tudi ime. Ker je bila glavna stavba gradu Edo uničena leta 1657 in ni bila obnovljena, je Fudžimi-jagura prevzela vlogo in je bila pomembna stavba, potem ko je bila zgrajena leta 1659 v obdobju Edo. Približno 150–160 metrov severno od Fudžimi-jagure je nekdanji kraj koridorja Macu no Ōrōka, prizorišče dramatičnih dogodkov leta 1701, ki so pripeljali do maščevanja sedeminštiridesetih rōnin - zgodovinski dogodek iz 18. stoletja, v katerem je skupina rōninov (samurajev brez gospoda) maščevala smrt svojega gospodarja.

### Fudžimi-tamon
Obrambna hiša Fudžimi-tamon (富士見多聞) je približno 120–130 metrov severno od Macu no Ōrōka. Ta obrambna hiša stoji na vrhu velikih kamnitih zidov s pogledom na Hasuike-bori (jarek, v katerem raste lotos). Tu so shranjevali orožje in orodje. V obdobju Edo so bile na strateških točkah na vrhu kamnitega zidu, ki obdaja Honmaru, zgrajeni dvojni in trojni stolpi (jagura). Med vsakim stolpom je bila za obrambne namene  postavljena obrambna hiša (imenovana tamon). V Honmaruju je bilo nekoč 15 teh hiš, od katerih še obstaja Fudžimi-tamon.

### Išimuro
Severno od Fudžimi-tamona je na pobočju išimuro (石室, »kamnita klet«). Velika je približno 20 kvadratnih metrov. Njen natančen namen ni znan, a ker je blizu nekdanjega notranjega skladišča palače, se domneva, da so jo uporabljali za shranjevanje zalog in dokumentov za šogunat.

### Šiomi-zaka
Šiomi-zaka (潮見坂) je pobočje, ki teče vzdolž današnje stavbe cesarskega glasbenega oddelka proti utrdbi Ninomaru. V starih časih se je od tod očitno videlo morje, od tod tudi njegovo ime.

## Ninomaru
Ob vznožju Šiomi-zaka na vzhodni strani Honmaruja leži Ninomaru (二の丸, drugo podgradje) gradu Edo. Palača za dediče šogunov Tokugava je bila zgrajena leta 1639 na zahodnem območju (Zahodni obod), leta 1630 pa poročajo, da je bil na jugovzhodu urejen vrt, ki ga je zasnoval Kobori Enšū, ki je bil ustanovitelj japonskega krajinskega oblikovanja. Več požarov je uničilo vse, kar je tu stalo, in ni bilo obnovljeno. Poleg palače Honmaru, je Ninomaru obkrožalo 7 stolpov, 8 obrambnih hiš, približno 10 vrat in druge stražarnice. Tendžin-bori ločuje del Ninomaruja od Sannomaruja.
V letih do obdobja Meidži je bilo izvedenih več prenov. Od takrat je okoli starega ribnika, ki je ostal iz obdobja Edo, urejen popolnoma nov vrt. Še vedno stojita samo Hjakunin-banšo in Dōšin-banšo.

### Dōšin-banšo
Dōšin-banšo (同心番所) je stražarnica. V Ōte-monu je bila velika stražarnica, kjer je današnja varnost. Prehod, ki poteka od stražnice proti zahodu, se med kamnitimi zidovi na obeh straneh oži. Dōšin-banšo je na desni strani mimo tega prehoda. Tu so bili postavljeni samurajski stražarji, ki so bdeli nad grajskim ozemljem.

### Hjakunin-banšo
Pred Dōšin-banšo je velik kamnit zid, ki je temelj stolpa Ōte-sanno-mon vatari-jagura. Dolga stavba na levi na južni strani tega temelja je hjakunin-banšo (百人番所). Tako se imenuje, ker je v njem živelo sto gardistov, tesno povezanih s klanom Tokugava..

### Ō-banšo
Velik kamniti zid pred Hjakunin-banšo je vse, kar je ostalo od Naka-no-mon vatari-jagura (»Utrdba notranjih vrat«). Ta stavba na notranji desni strani vrat je Ō-banšo (大番所). Ker naj bi se podgradje Honmaru začelo tik za vrati Naka-no-mon, je Ō-banšo verjetno igral ključno vlogo pri varnosti gradu Edo.

### Suva-no-Čaja
Suva-no-Čaja (諏訪の茶屋) je čajnica, ki je bila nekoč v vrtu Fukiage v obdobju Edo. Po različnih selitvah v dobi Meidži je danes v sodobnem vrtu Ninomaru.

## Sannomaru
Sannomaru (三の丸, tretje podgradje) je najbolj vzhodno podgradje poleg Ninomaruja, ločen s Tendžin-bori. Ōte-bori je na severu, nato proti jugu je Kikjō-bori.

### Bairin-zaka
Strmo pobočje, Bairin-zaka (梅林坂), teče od vzhodnega Honmaruja proti Hirakava-monu pred današnjo stavbo oddelka za arhive in mavzoleja. Pravijo, da je Ōta Dōkan leta 1478 posadil več sto sliv v posvetilo Sugavara no Mičizaneju (učenjak, pesnik in politik obdobja Heian). Dōkan naj bi tukaj zgradil Sanno-Gongendō, kjer sta bili dve svetišči, ko je to mesto zasedel klan Tokugava. S postavitvijo gradu Honmaru iz gradu Edo je bilo svetišče, posvečeno Sugavari no Mičizaneju, premaknjeno v Kodžimači Hirakava-čō in je pozneje postalo znano kot svetišče Hirakava. Svetišče Sanno je bilo najprej premaknjeno v Momidžijamo gradu Edo in je postalo njegovo skrbniško svetišče, vendar je bilo ponovno premaknjeno. Danes je znano kot svetišče Hie.

### Hirakava-mon
Hirakava-mon (平川門) naj bi bila glavna vrata v Sannomaru gradu Edo. Prav tako naj bi bila stranska vrata za služkinje in so se zato imenovala Ocubone-mon. Oblika teh vrat je v masugati, podobna Ōte-mon. Vendar pa so vatari-jagura-mon zgrajena v sosednjem levem kotu znotraj kōrai-mona. Drugi kōrai-mon je zahodno od vatari-jagura-mon, ki so bila uporabljena kot »vrata nečistih« za pokojnike in kriminalce iz gradu. Zunaj teh vrat je lesen most z ograjami, okronanimi z giboši-okrasnimi vrhovi.

### Ōte-mon
Ōte-mon (大手門, »Velika ročna vrata«) so bila glavna vrata gradu. Med vladavino drugega šoguna Tokugava Hidetada so grad v 1620-ih popravili in vrata naj bi takrat dobila današnjo obliko s pomočjo daimjo Date Masamuneja, gospodarja gradu Sendai, in Soma Tošitaneja, gospodarja gradu Nakamura.
Požar v Edu je januarja 1657 uničil Ōte-mon, vendar so bila obnovljena novembra 1658. Dvakrat so bila močno poškodovana, leta 1703 in 1855, zaradi močnih potresov, in obnovljena, da so stala do obdobja Meidži. Po tem je bilo izvedenih več popravil, vendar je škoda, ki jo je septembra 1923 povzročil veliki potres v Kantoju, vodila do razstavljanja vatari-jagura (渡り櫓) in ponovne gradnje kamnitih zidov na vsaki strani vrat leta 1925.
Vatari-jagura so bila popolnoma požgana med drugo svetovno vojno 30. aprila 1945. Obnova je potekala od oktobra 1965 do marca 1967, da bi popravili kōrai-mon in njegove zidove, Ōte-mon pa so bila rekonstruirana.

### Tacumi-jagura
Tacumi-jagura (巽櫓), znan tudi kot sakurada-jagura (桜田櫓), je dvonadstropni stolp na skrajnem vzhodnem vogalu Sannomaruja in edina trdnjava, ki je še ostala v njej.

### Kikjō-mon
Ena redkih vrat, ki so ostala od Ninomaruja, so kikjō-mon (桔梗門), ki so znana tudi kot Notranja Sakurada-mon, v nasprotju z (Zunanjimi) Sakurada-mon na jugu. Arhitektura stolpa so vrata in slog kōrai.

## Nišinomaru
Nišinomaru (西の丸, zahodno podgradje) je bil nekaj časa kraj palač in rezidenc upokojenega šoguna in njegovega naslednika. Zunanji del Nišinomaruja na vzhodu (današnji Zunanji vrtovi cesarske palače) je bil kraj različnih rezidenc daimjōjev. Nišinomaru meji na zahodu z jarki, kot so Dōkan-bori, Sakurada-bori in Gaisen-bori na jugu, Kikjō-bori in Hamaguri-bori na severu. Po vsakem požaru v Honmaruju se je šōgun običajno preselil v Nišinomaru, čeprav ga je prav tako uničil požar leta 1853. 5. maja 1873 je Nišinomaru rezidenca pogorela. Na njenem mestu je bila v dobi Meidži zgrajena cesarska palača.

### Sakurada-mon
Z juga Nišinomaru ščiti velik zunanji Sakurada-mon (桜田門). Teh vrat ne smemo zamenjevati z Notranjimi Sakurada-mon, znanimi tudi kot Kikjo-mon

### Seimon Išibaši in Seimon Tecubaši
Čez jarke sta vodila dva mostova. Mostove, ki so bili nekoč leseni in obokani, so v obdobju Meidži zamenjali s sodobnimi strukturami iz kamna in železa. Mostovi so bili nekoč varovani z vrati na obeh koncih, od katerih so preživele le Nišinomaru-mon, ki so glavna vrata v današnjo cesarsko palačo.
Most v ospredju se je včasih imenoval Nišinomaru Ōte-baši (西の丸大手橋), medtem ko se je tisti zadaj imenoval Nišinomaru Šimodžō-baši (西の丸下乗橋).
Po njihovi zamenjavi v obdobju Meidži se most zdaj imenuje kamniti most glavnih vrat cesarske palače (皇居正門石橋, kōkyo seimon ishibashi)) oziroma železni most glavnih vrat cesarske palače (皇居正門鉄橋, kōkjo seimon tekjō). Železni most je znan tudi kot Nidžūbaši (二重橋, dobesedno »dvojni most«), ker je bil prvotni leseni most zgrajen na vrhu pomožnega mostu zaradi globine jarka. Kamniti most se zaradi svoje oblike imenuje tudi Meganebaši (眼鏡橋, dobesedno »Most očal«). Vendar se oba mosta pogosto napačno imenujeta Nidžūbaši.
Danes sta oba mostova zaprta za javnost, razen 2. januarja in na cesarjev rojstni dan.
- Seimon Tecubaši (Nidžūbaši)
- Seimon Išibaši (Meganebaši)

### Fušimi-jagura
Fušimi-jagura (伏見櫓) je dvonadstropni stolp, ki še vedno obstaja na zahodnem vogalu, ki vodi proti notranjemu Nišinomaru, obkrožen z dvema galerijama (tamon) na vsaki strani. To je edini stolp, ki je ostal v Nišinomaru. Prvotno izvira iz gradu Fušimi v Kjotu.

### Sakašita-mon
(坂下門, Sakašita-mon) so bila prvotno obrnjena proti severu, vendar so bila v dobi Meidži spremenjena v vzhod. Ta stolpna vrata gledajo na Hamaguri-bori. Pred temi vrati se je zgodil atentat na Andō Nobumaso, člana šogunovega sveta starešin.

### Momidžijama
Momidžijama (紅葉山, »Javorjeva gora«) je območje v severnem Nišinomaru. Območje je imelo svetišča, posvečena nekdanjim šogunom, v katerih so v spomin nanje potekale slovesnosti, ki so jih redno prirejali.
Tokugava Iejasu je leta 1602 zgradil knjižnico v stolpu gradu Fudžimi s številnimi knjigami, ki jih je pridobil iz stare knjižnice v Kanazavi. Julija 1693 je bila v Momidžijami  zgrajena nova knjižnica (Momidžijama Bunko).
Tako imenovani Momidžijama Bunkobon so knjige iz te knjižnice, ki so danes shranjene v Državnem arhivu Japonske. To skupino sestavljajo predvsem knjige, izdane v času dinastije Song, korejske knjige, ki so bile prej v lasti knjižnice Kanazava Bunko, knjige, ki jih je družina Hajaši podarila kot darila in delovni osnutki knjig, ki jih je sestavila vlada Tokugava.

## Fukiage
Fukiage (吹上, »prepihano«) je zahodno območje, ki je bilo po velikem požaru Meireki leta 1657 spremenjeno v protipožarno pregrado. Fukiage je obkroženo z Dōkan-bori do Nišinomaru na vzhodu, Sakurada-bori do na jugu, Hanzō-bori na zahodu, Čidorigafuči na severozahodu in Inui-bori na severu.

### Inui-mon
Inui-mon (乾門) so bila na območju Nišinomaru poleg današnjega sedeža agencije Imperial Household in so se imenovala Nišinomaru Ura-mon. V dobi Meidži so jih preselili na sedanjo lokacijo med vrtovoma Kitanomaru in Fukiage. Ime so dobila, ker so bila v severozahodnem delu ozemlja cesarske palače.

### Hanzōmon
Hanzōmon (半蔵門) so vrata v slogu kōrai. Stara vrata je med drugo svetovno vojno uničil požar. Vrata Vadakura so bila namesto njih premaknjena sem. Hanzō-mon so danes edina vrata v območje Fukiage od zunaj.
- Inui-mon, nekdanji Nišinomaru Ura-mon
- Hanzō-mon, nekdanja Vadakura vrata

## Kitanomaru
Kitanomaru (北の丸) je severno podgradje poleg Honmaruja. Med šogunovo vladavino so ga uporabljali kot zdravilni vrt (Ohanabatake). V 17. stoletju je bila tam tudi rezidenca Suruga Dainagon, ki so jo uporabljale stranske veje klana Tokugava. Danes je to mesto lokacija javnega parka Kitanomaru. Iz časov gradu Edo ni ostalo veliko razen dveh vrat, Šimizu-mon in severneje Tajasu-mon.
Kitanomaru je obdan z jarki. Inui-bori in Hirakava-bori na jugu ga ločujeta od Honmaruja in Čidorigafučija na zahodu.

## Sodobni Tokio
Številna imena krajev v Tokiu izhajajo iz gradu Edo. Ōtemači (大手町, "mesto pred velikimi vrati"), Takebaši (竹橋, " bambusov most"), Toranomon (虎ノ門, " "tigrova vrata"), Učibori Dōri (内堀通り, " ulica Notranji jarek"), Sotobori Dōri (外堀通り, " ulica Zunanji jarek"), in Marunouči (丸の内, " Znotraj ograjenega prostora") so primeri.